# Tobias Rasmussen
Tobias Rasmussen (Hørsholm, 26 november 1996) is een Deens professioneel tafeltennisser. Hij speelt linkshandig met de shakehandgreep.
Hij won brons met het team op de Europese kampioenschappen 2021.